# Electric Trim
Electric Trim je sólové studiové album amerického hudebníka Lee Ranalda. Vydáno bylo v září roku 2017 společností Mute Records a spolu s Ranaldem jej produkoval Raül Refree. Dále se na albu podíleli například Nels Cline, Sharon Van Etten či Ranaldův dřívější spoluhráč z kapely Sonic Youth, bubeník Steve Shelley. Album bylo nahráno v letech 2015 až 2016 v newjerseyském Hobokenu a také v Barceloně. Jeho mastering provedl Greg Calbi v newyorském studiu Sterling Sound v lednu 2017.

## Seznam skladeb
1. Moroccan Mountains – 7:28
2. Uncle Skeleton – 5:18
3. Let's Start Again – 5:28
4. Last Looks – 6:26
5. Circular (Right as Rain) – 4:27
6. Electric Trim – 6:26
7. Purloined – 5:11
8. Thrown Over the Wall – 7:26
9. New Thing – 6:49

## Obsazení
- Lee Ranaldo – zpěv, kytara, klávesy, elektronika, bicí, marumba
- Raül Refree – kytara, klávesy, elektronika, bicí, baskytara, doprovodné vokály
- Sharon Van Etten – zpěv
- Mar Girona – doprovodné vokály
- Alan Licht – kytara
- Nels Cline – kytara
- Xavi de la Salud – trubka, křídlovka
- Tim Luntzel – bajo quinto
- Kid Millions – bicí, perkuse
- Steve Shelley – bicí, perkuse
- Cody Ranaldo – elektronika